# Raymond J. Bishop
Raymond J. Bishop (15 de janeiro de 1906 - fevereiro de 1978) foi um padre católico. Ele se tornou um dos vários padres envolvidos no caso de exorcizar um garoto em St. Louis, Missouri, que supostamente estava possuído após usar um tabuleiro Ouija. O caso inspirou o autor William Peter Blatty a escrever seu romance The Exorcist, em 1971.

## Vida
Em 1949, o padre Bishop lecionou na Universidade de St. Louis, onde uma de suas alunas pediu ajuda a respeito da prima de 13 anos (por razões de anonimato mencionada pelo pseudônimo de Robbie Mannheim), que ela disse estar experimentando ataques sobrenaturais depois de jogar com um tabuleiro Ouija e passou por um exorcismo sem sucesso. Bishop entrou em contato com seu amigo íntimo, padre William S. Bowdern, e eles realizaram outro exorcismo no menino.
Nos anos 50, Bishop foi enviado para a Universidade de Creighton, em Omaha, Nebraska, onde lecionou por mais de 20 anos. Ele morreu em fevereiro de 1978 em Nebraska.  